# HUMANITAS ヒューマニタス
『HUMANITAS ヒューマニタス』は、山本亜季による日本の漫画。『ビッグコミックスペリオール』（小学館）にて、2015年13号から2016年20号まで連載。単行本は、ビッグコミックスにて全1巻。

## 書誌情報
- 山本亜希『HUMANITAS ヒューマニタス』小学館〈ビッグコミックス〉、全1巻 ISBN 978-4-09-187890-8